# Arrival (album, ABBA)
Arrival je čtvrté studiové album švédské hudební skupiny ABBA, vydané 11. října 1976 ve Švédsku. Nahráno bylo ve stockholmském Metronome and Glen studios. Na kompaktním disku poprvé vyšlo v roce 1984. Celkově pak bylo čtyřikrát digitálně remasterováno, a to v letech 1997, 2001, 2005, tehdy jako součást box setu The Complete Studio Recordings a naposledy v roce 2006 v rámci Deluxe Edition. Skladba Fernando, která není součástí původně vydané desky z roku 1976, byla dána do prodeje ve formě singlu téhož roku ještě před vydáním alba, a poté zařazena na australskou a novozélandskou verzi. Píseň Fernando nebyla vydána až do remasteringové verze alba v roce 1997. Hlavními hity pocházející z této desky jsou Dancing Queen, Money, Money, Money a Knowing Me, Knowing You.
Na alternativním obalu je fotografie vrtulníku Bell 47. Ve Spojeném království se deska stala nejlépe prodávajícím albem roku 1977, ve Spojených státech obdržela v dubnu 1977 zlatou desku.

## Seznam skladeb na LP
Všechny písně napsali a složili Benny Andersson & Björn Ulvaeus.
Strana A
1. When I Kissed the Teacher – 3:00
2. Dancing Queen – 3:50
3. My Love, My Life – 3:52
4. Dum Dum Diddle – 2:53
5. Knowing Me, Knowing You – 4:02

Strana B
1. Money, Money, Money – 3:05
2. That's Me – 3:15
3. Why Did It Have to Be Me – 3:20
4. Fernando - 4:15
5. Tiger – 2:55
6. Arrival (instrumental) – 3:00

B strany
1. Crazy World - 3:47
2. Happy Hawaii - 4:22

(P) 1976 Polar Music International AB, Stockholm, Sweden.
- Skladba "Fernando" byla zařazena pouze na australské a novozélandské vydání alba Arrival.
- "Crazy World" byla vydána jako B - strana k singlu "Money, Money, Money".
- "Happy Hawaii" vyšla jako B - strana singlu "Knowing Me, Knowing You".
- Pomoc s texty k písním "Dancing Queen", "My Love, My Life", Knowing Me, Knowing You", "That's Me" a "Happy Hawaii" Stig Anderson.

## Další vydání CD a bonusové skladby
Album Arrival bylo remasterováno a vydáno v roce 1997 s jedním bonusem:
1. Fernando (Andersson, Ulvaeus) – 4:12

Album Arrival bylo remasterováno a vydáno v roce 2001 s jedním bonusem:
1. Happy Hawaii (Andersson, Anderson, Ulvaeus) – 4:25

- Dřívější verze Why Did It Have To Be Me.

Album Arrival bylo remasterováno a vydáno v roce 2005 jako součást box setu The Complete Studio Recordings s několika bonusy::
1. Fernando (Andersson, Ulvaeus) – 4:14
2. Happy Hawaii (Andersson, Anderson, Ulvaeus) – 4:25

- B-strana singlu Knowing Me, Knowing You. Dříbější verze Why Did It Have To Be Me.

1. La Reina Del Baile (Andersson, Anderson, Ulvaeus, překlad do španělštiny: Buddy McCluskey, Mary McCluskey) – 4:03

- Španělská verze Dancing Queen. Při prvním vydání této skladby v roce 1980 zněl španělský název Reina Danzante.

1. Conociéndome, Conociéndote (Andersson, Anderson, Ulvaeus, překlad do španělštiny: McCluskey, McCluskey) – 4:04

- Španělská verze skladby Knowing Me, Knowing You.

1. Fernando (španělská verze) (Andersson, Ulvaeus, překlad do španělštiny: McCluskey, McCluskey) – 4:17

Vokály skladeb 13 až 15 byly nahrány v lednu 1980. Tyto tři písně jsou z alba Gracias Por La Música (Septima SRLM 1, 23. června 1980).
Album Arrival bylo znovu vydáno 16. října 2006 k 30. výročí původního vydání v rámci Deluxe' Edition. Seznam skladeb je shodný s vydáním v roce 2005, navíc obsahuje píseň Fernando ve švédštině Frida (sólo) z instrumentálním ABBA základem a bonusové DVD s následujícími videoklipy:
1. ABBA-DABBA-DOOO! (jedna hodina stopáže s rozhovory, oficiálním promo klipem Dancing Queen, anglickou verzí Waterloo na Velké ceně Eurovize a dalších sedm videoklipů:[2]
  1. Knowing Me, Knowing You
  2. When I Kissed the Teacher
  3. Dum Dum Diddle
  4. My Love, My Life
  5. Money Money Money
  6. Tiger
  7. Why did it have to me?
2. Dancing Queen (Musikladen)
3. Fernando (BBC - Top of the Pops), alternativní verze
4. Happy Hawaii (animovaná verze)
5. Dancing Queen (Recording Session),
6. ABBA in London (listopad 1976)
7. ABBA's 1976 Success (News Report, Švédsko)
8. Arrival TV Commercial I - (Spojené království)
9. Arrival TV Commercial II - (Spojené království)
10. International Sleeve Gallery

Album Arrival bylo opět vydáno v roce 2008 jako součást box setu The Albums bez bonusových skladeb.

## Singly
1. Dancing Queen/That's Me (srpen 1976)
2. Money Money Money/Crazy World (říjen 1976)
3. Dum Dum Diddle/Tiger (1976)(pouze v Argentině)
4. Knowing Me Knowing You/Happy Hawaii (únor 1977)
5. That's Me/Money Money Money (červenec 1977) (pouze v Japonsku)

## When I Kissed The Teacher
Tato skladba nikdy nevyšla ve formě singlu, ale byla vydána jako promo video When I Kissed The Teacher (původním názvem Rio de Janeiro). Roli učitele hrál švédský herec Magnus Härenstam, Agnetha pak ztvárnila studentku. Benny Andersson označil tuto píseň jako jednu ze svých nejoblíbenějších v rámci celé produkce skupiny.
Píseň byla zařazena na desku největších hitů ABBY More ABBA Gold: More ABBA Hits a videoklip pak na Abba:The Definitive Collection.
When I Kissed the Teacher coververze
- Hudební umělec stylu indie Fungobat (Mike Hagen) ze Cincinnati vytvořil coververzi, která se objevila na kompilační desce Greatest Hits Vol. 1, vydané ve vydavatelství Old 3C Records indie.
- Na novozélandském albu Abbasalutely z roku 1995, jsou autorem coververze The Magick Heads.
- San Francisco Gay Men's Chorus nahrál v roce 1997 cover pro jejich album ExtrABBAganza!.
- Studio 99 vydalo skladbu na albu Studio 99 Perform A Tribute To ABBA, Vol. 2 v roce 2006.
- Ruská metalová kapela Boney Nem také nahrála coververzi této písně.

Další
- část skladby se v koncertní formě objevila ve filmu ABBA: The Movie (1977).

## Obsazení
ABBA
- Benny Andersson – syntetizátor, piáno, klávesové nástroje, akordeon, zvonkohra, marimba, zpěv
- Agnetha Fältskog – zpěv
- Anni-Frid Lyngstadová – zpěv
- Björn Ulvaeus – akustická a elektrická kytara, zpěv

Další obsazení
- Ola Brunkert – smyčce, bubny
- Lars Carlsson – saxofon
- Anders Dahl – smyčce
- Malando Gassama – perkuze
- Anders Glenmark – elektrická kytara
- Rutger Gunnarsson – basová kytara
- Roger Palm – smyčce, bubny
- Janne Schaffer – elektrická kytara
- Lasse Wellander – akustická a elektrická kytara

## Produkce
- producenti: Benny Andersson & Björn Ulvaeus
- aranžmá: Benny Andersson & Björn Ulvaeus
- inženýr: Michael B. Tretow
- aranžmá smyčcové sekce: Rutger Gunnarsson, Sven-Olof Walldoff
- návrh obalu: Ola Lager. Rune Söderqvist
- fotografka: Ola Lager
- Remastering 1997 provedli Jon Astley a Tim Young spolu s Michaelem B. Tretowem
- Remastering 2001 provedli Jon Astley s Michaelem B. Tretowem
- Remastering 2005 provedl ve Studiu Recordings Box Set Henrik Jonsson

## Hitparády
Album
| Rok       | Hitparáda                     | Pořadí |
| --------- | ----------------------------- | ------ |
| 1976      | Austrálie                     | 1      |
| 1977      | RPM chart - Kanada            | 4      |
| 1977      | CRIA chart - Kanada           | 8      |
| 1976      | Itálie                        | 12     |
| 1976      | Francie                       | 15     |
| 1976      | Západní Německo               | 1      |
| 1977      | Mexico English language chart | 1      |
| 1976/1977 | Nizozemsko                    | 1      |
| 1976      | Nový Zéland                   | 1      |
| 1976/1977 | Norsko                        | 1      |
| 1976/1977 | Švédsko                       | 1      |
| 1977      | Japonsko                      | 3      |
| 1977      | Spojené království            | 1      |
| 1977      | Billboard 200 USA             | 20     |
| 2009      | Finnish Albums Chart          | 24     |

Singly - Hitparáda singlů UK
| Rok  | Singl                   | Hitparáda        | Pořadí |
| ---- | ----------------------- | ---------------- | ------ |
| 1976 | Dancing Queen           | UK Singles Chart | 1      |
| 1976 | Money, Money, Money     | UK Singles Chart | 3      |
| 1977 | Knowing Me, Knowing You | UK Singles Chart | 1      |

Singly - USA
| Rok  | Singl                   | Hitparáda                    | Pořadí |
| ---- | ----------------------- | ---------------------------- | ------ |
| 1977 | Dancing Queen           | Billboard Hot 100            | 1      |
| 1977 | Dancing Queen           | Billboard Adult Contemporary | 6      |
| 1977 | Knowing Me, Knowing You | Billboard Hot 100            | 14     |
| 1977 | Knowing Me, Knowing You | Cashbox singles chart        | 11     |
| 1977 | Knowing Me, Knowing You | Billboard Adult Contemporary | 7      |
| 1977 | Money, Money, Money     | Billboard Hot 100            | 56     |
| 1977 | Money, Money, Money     | Billboard Adult Contemporary | 38     |

Singly - Kanada
| Rok  | Singl                   | Hitparáda                    | Pořadí |
| ---- | ----------------------- | ---------------------------- | ------ |
| 1976 | Dancing Queen           | RPM singles chart            | 1      |
| 1976 | Dancing Queen           | RPM Adult Contemporary chart | 3      |
| 1976 | Dancing Queen           | Steede Report airplay chart  | 2      |
| 1977 | Knowing Me, Knowing You | RPM singles chart            | 5      |
| 1977 | Knowing Me, Knowing You | RPM Adult Contemporary chart | 6      |
| 1977 | Knowing Me, Knowing You | Steede Report airplay chart  | 2      |
| 1977 | Money, Money, Money     | RPM singles chart            | 47     |

Singly - Austrálie
| Rok  | Singl                   | Hitparáda               | Pořadí |
| ---- | ----------------------- | ----------------------- | ------ |
| 1976 | Fernando                | Australia Singles Chart | 1      |
| 1976 | Dancing Queen           | Australia Singles Chart | 1      |
| 1976 | Money, Money, Money     | Australia Singles Chart | 1      |
| 1977 | Knowing Me, Knowing You | Australia Singles Chart | 9      |

Singly - Západní Německo
| Rok  | Singl                   | Hitparáda   | Pořadí |
| ---- | ----------------------- | ----------- | ------ |
| 1976 | Dancing Queen           | Sales Chart | 1      |
| 1976 | Money, Money, Money     | Sales Chart | 1      |
| 1977 | Knowing Me, Knowing You | Sales Chart | 1      |

Singly - Norsko
| Rok  | Singl                   | Hitparáda             | Pořadí |
| ---- | ----------------------- | --------------------- | ------ |
| 1976 | Dancing Queen           | Norway's Single Chart | 1      |
| 1976 | Money, Money, Money     | Norway's Single Chart | 2      |
| 1977 | Knowing Me, Knowing You | Norway's Single Chart | 6      |